# (20813) Aakashshah
(20813) Aakashshah est un astéroïde de la ceinture principale d'astéroïdes.

## Description
(20813) Aakashshah est un astéroïde de la ceinture principale d'astéroïdes. Il fut découvert le 28 septembre 2000 à Socorro (Nouveau-Mexique) par le projet LINEAR. Il présente une orbite caractérisée par un demi-grand axe de 2,68 UA, une excentricité de 0,11 et une inclinaison de 3,0° par rapport à l'écliptique.

## Compléments